# 西番莲科
西番莲科（学名：Passifloraceae）为双子叶植物中的一科。共有18属约530种植物，主要分布在热带地区，尤其以南美洲最多。中国有2属约18种，主要分布在南方。
最普遍常见的是作为观赏花卉的西番莲花（Passiflora caerulea或Passiflora coccinea）和作为水果的可食用的西番莲果（Passiflora edulis）。
1981年的克朗奎斯特分类法将本科分在堇菜目下，1998年根据基因亲缘关系分类的APG 分类法将其列在新设立的金虎尾目下，2003年经过修订的APG II 分类法认为可以选择性地与王冠草科和时钟花科合并。

## 形态
- 有草质，也有木质藤本，有卷须。
- 单叶互生，叶柄上通常有2枚腺体，叶形分裂，有托叶。
- 花两性或单性，偶有杂性，辐射对称，花瓣3－5裂。聚伞花序，有时退化仅存1～2花。5萼片，常成花瓣状，背顶端常具1角状附属器；花瓣5，有时没有，花冠、雄蕊之间有1至数轮丝状或鳞片状的副花冠，有时没有；一般5雄蕊，花药2室，纵裂；长球形至球形的花粉粒；外壁外层厚于内层，表面有明显的网状纹理；雌蕊由3～5枚心皮组成，子房上位，生于雌雄蕊柄上，1室，侧膜胎座，有数枚倒生胚珠。
- 果实一般为蒴果；室背开裂或为肉质浆果，种皮具囊状小窝点，肉质胚乳，胚大而直。

## 属
- 蒴莲属 Adenia Forssk.
- 钩序莲属 Ancistrothyrsus Harms, 1931
- 顶树莲属 Androsiphonia Stapf, 1905
- 苞树莲属 Barteria Hook. f., 1860
- 冠蕊莲属 Basananthe Peyr., 1859
- 单柱莲属 Crossostemma Planch. ex Benth., 1849
- 对羽莲属 Deidamia Noronha ex Thouars, 1806
- 管托莲属 Dilkea Mast., 1871
- 杯丝莲属 Efulensia C. H. Wright, 1897
- 南番莲属 Hollrungia K. Schum., 1888
- 离柱莲属 Mitostemma Mast.
- 杯树莲属 Paropsia Noronha ex Thouars, 1805
- 盘树莲属 Paropsiopsis Engl., 1891
- 西番莲属 Passiflora
- 小杯丝莲属 Schlechterina Harms, 1902
- 涩树莲属 Smeathmannia Sol. ex R. Br., 1818
- 四蕊西番莲属 Tetrapathaea (DC.) Rchb., 1828
- 片冠莲属 Tryphostemma Harv., 1859
- 管树莲属 Viridivia J. H. Hemsl. & Verdc., 1956